# Johnson, Arkansas
Johnson là một thành phố thuộc quận Washington, tiểu bang Arkansas, Hoa Kỳ. Năm 2010, dân số của thành phố này là 3354 người.

## Dân số
- Dân số năm 2000: 2319 người.
- Dân số năm 2010: 3354 người.